# Samora Mohammed Yunis
Samora Mohammed Yunis, född 1949 i Tigray i Etiopien, är en etiopisk militärofficer och politiker. Mohammed Yunis spelade en viktig roll i Eritreansk-etiopiska kriget som handlade om landgränserna mellan Eritrea och Etiopien år 1991–2000.